# Dibróm-klórmetán
A dibróm-klórmetán a trihalogénmetánok közé tartozó vegyület, képlete CHBr2Cl.
Régebben égésgátló anyagként és a vegyiparban köztitermékként alkalmazták. Ma már csak laboratóriumi reagensként használják.
Algák révén kis mennyiségben az óceánban is keletkezik.

## Fordítás
Ez a szócikk részben vagy egészben  a   Dibromochloromethane című angol Wikipédia-szócikk ezen változatának fordításán alapul.  Az eredeti cikk szerkesztőit annak laptörténete sorolja fel. Ez a jelzés csupán a megfogalmazás eredetét és a szerzői jogokat jelzi, nem szolgál a cikkben szereplő információk forrásmegjelöléseként.

## További olvasnivalók
- Dibromochlormethane in greenfacts.org glossary
- Dibromochloromethane toxicological review
- ToxFAQ for bromoform at ATSDR